# فیلیپ براساک
فیلیپ براساک (انگلیسی: Philippe Brassac؛ زادهٔ ۳۱ اوت ۱۹۵۹) بانکدار و مدیر اجرایی اهل فرانسه است، که هم‌اکنون به‌عنوان مدیر عامل اجرایی بانک کردیت اگریکول فعالیت می‌کند. وی همچنین برندهٔ جوایزی همچون لژیون دونور (افسر) و لژیون دونور (شوالیه) شده‌است.